# Tarchuna

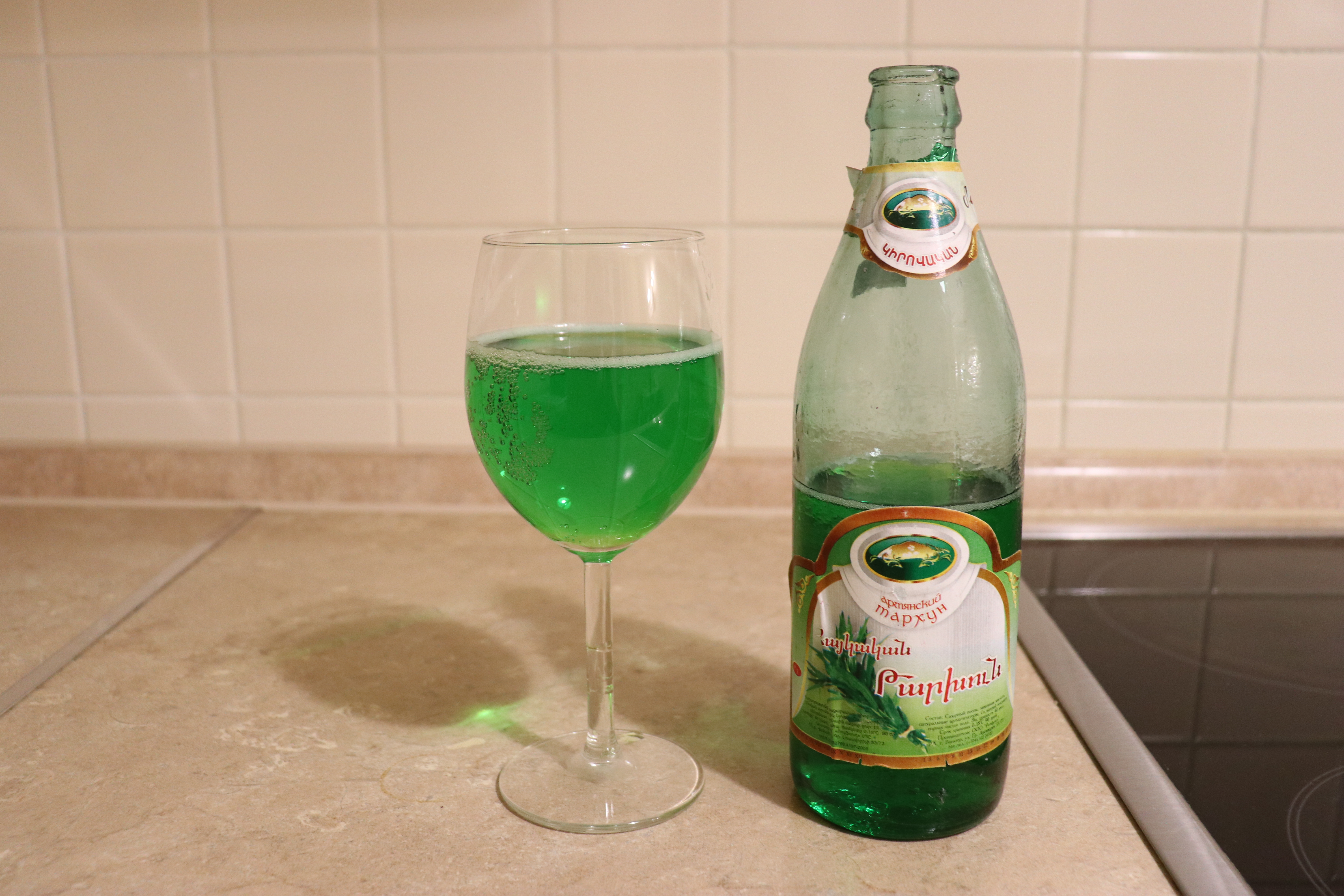
Tarchuna aus Armenien

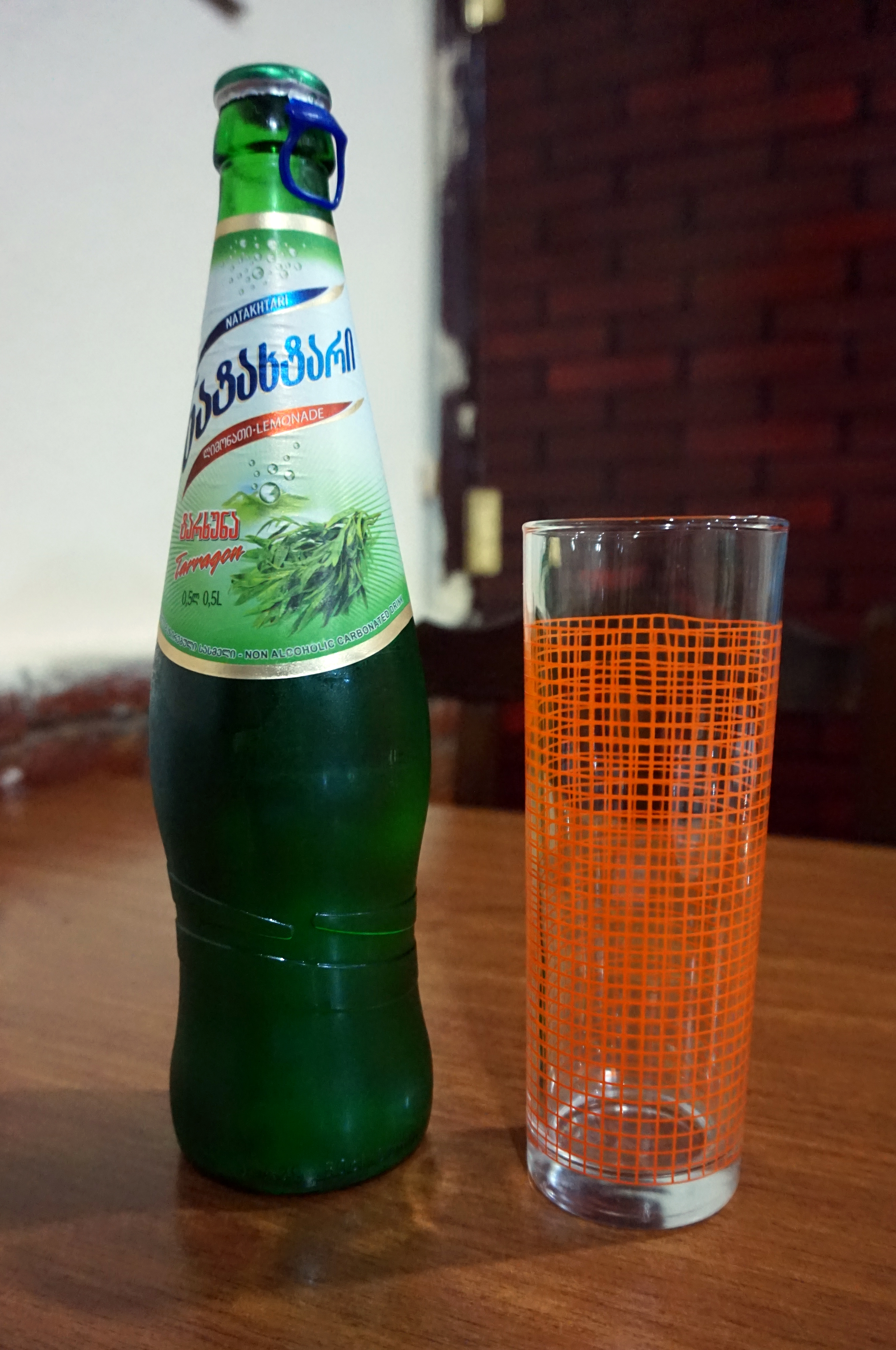
Eine Flasche „Natakhtari Tarkhuna“ aus Georgien

Tarchuna (georgisch ტარხუნა, russisch тархун, deutsch Estragon) ist ein georgisches kohlensäurehaltiges Erfrischungsgetränk, das nach Estragon schmeckt und traditionell grün gefärbt ist. Es wurde 1887 vom georgischen Apotheker Mitrophane Laghidse in der Hauptstadt Tiflis erfunden, als er seinem Estragonsirup kohlensäurehaltiges Wasser beimischte. Erst 1981 begann in der Sowjetunion die industrielle Massenproduktion von Tarchuna. Von diesem Zeitpunkt an erfuhr das Getränk immer größere Popularität. Seit 2007 wird Tarchuna auch in andere Länder exportiert, beispielsweise nach Griechenland, Israel, Lettland, Belgien und in die USA.
Der Name leitet sich von einer beliebten Bezeichnung für Estragon in der georgischen Sprache ab, die allerdings auch in anderen Sprachen wie Arabisch, Türkisch und im Kaukasus und im Balkan gesprochenen Sprachen üblich ist.

## Tarchuna als Waldmeisterlimonade
Im russischen Raum wird mit Tarchun (Тархун) immer öfter auch ein grünes Erfrischungsgetränk mit Waldmeistergeschmack bezeichnet. Dieses kann in Deutschland auch über Läden, die russische Spezialitäten verkaufen, oder Supermärkte mit osteuropäischen Segment bezogen werden. Unter den Inhaltsstoffen der Waldmeisterlimonade befinden sich meist Wasser, Zucker, Kohlen- und Citronensäure, sowie Farbstoffe und Aromen.

## Tarchuna als Marke
In einem Markenrechtsstreit zwischen den Unternehmen OÜ Acerra und AS Tallinna Karastusjoogid entschied das Estnische Ministerium für Wirtschaft und Kommunikation, dass die Bezeichnung Tarchuna umgangssprachlich für das entsprechende Getränk genutzt wird und daher nach estnischem Recht nicht als Marke geschützt werden kann.